# Bảo Khê
Bảo Khê là một xã thuộc thành phố Hưng Yên, tỉnh Hưng Yên, Việt Nam.

## Địa lý
Xã Bảo Khê nằm ở phía bắc thành phố Hưng Yên, có vị trí địa lý:
- Phía đông giáp huyện Kim Động và xã Trung Nghĩa
- Phía tây giáp xã Hùng Cường
- Phía nam giáp phường An Tảo và phường Lam Sơn
- Phía bắc giáp huyện Kim Động.

Xã Bảo Khê có diện tích 3,99 km², dân số năm 2019 là 7.417 người, mật độ dân số đạt 1.859 người/km².

## Hành chính
Xã Bảo Khê được chia thành 5 thôn: Cao Thôn, Đoàn Thượng, Triều Tiên, Tiền Thắng, Vạn Tường.

## Lịch sử
Ngày 23 tháng 9 năm 2003, Chính phủ ban hành Nghị định 108/2003/NĐ-CP về việc chuyển toàn bộ 397,82 ha diện tích tự nhiên và 5.692 nhân khẩu của xã Bảo Khê thuộc huyện Kim Động về thị xã Hưng Yên quản lý.
Ngày 19 tháng 1 năm 2009, Thủ tướng Chính phủ ban hành Nghị định 04/NĐ-CP về việc thành lập thành phố Hưng Yên thuộc tỉnh Hưng Yên. Xã Bảo Khê thuộc thành phố Hưng Yên.